# Didymoplexiella cinnabarina
Didymoplexiella cinnabarina là một loài thực vật có hoa trong họ Lan. Loài này được Tsukaya, M.Nakajima & H.Okada mô tả khoa học đầu tiên năm 2005.